# Йооп ден Ойл
Йоганнес Мартен ден Ойл (нід. Johannes Marten den Uijl; 9 серпня 1919 — 24 грудня 1987) — нідерландський політик, лідер Партії праці з 1966 по 1986 рік. Прем'єр-міністр Нідерландів з 11 травня 1973 до 19 грудня 1977 року.
У Нідерландах ден Ойл був відомий під прізвиськом Ome Joop — дядько Йоп.

## Біографія

### Раннє життя
Ден Ойл народився в кальвіністській реформаторській сім'ї. Його батько, Йоганнес ден Ойл, був власником магазину і займався виготовленням речей із лози, помер, коли ден Ойлу було всього 10 років. Ден Ойл навчався у християнському ліцеї в Хілверсюмі із 1931 по 1936 рік. Після цього, він вивчав економіку в Амстердамському університеті. У цей період у своєму житті він вийшов з церкви. У 1942 році він досяг докторського ступеня. До 1945 року він був державним службовцем в Національному бюро з цін на хімічні продукти, що було частиною Міністерства економіки. У цей період він був членом підпільної групи газети Het Parool (Пароль). З січня 1949 по 1963 рік він був головою Wiardi Beckman Stichting, мозкового центру Партії праці. У 1953 році на запрошення американського уряду, Ден Ойл кілька місяців відвідує США, для того щоб ознайомитися з американським досвідом.

### Політична кар'єра
У 1953 році Ден Ойл був обраний до міської ради Амстердама і в 1956 році він був обраний до другої палати Генеральних штатів. У 1963—1965 роках ден Ойл на деякий час покинув парламент, щоб працювати радником з економіки в мерії Амстердама. У 1965 році отримав посаду міністра економіки в уряді Йо Калса. Як відповідальний міністр, він ухвалив рішення про закриття нерентабельних вугільних шахт у провінції Лімбург, що призвело до зростання місцевого безробіття. Після парламентських виборів 1967 року, він став лідером Партії праці в парламенті.
За керівництва ден Ойла партія виграла вибори у 1973 році. Після тривалих переговорів, було сформовано коаліційний уряд до якого увійшли також Католицька народна партія і Антиреволюційна партія. Цей уряд стикається з багатьма проблемами, зокрема з нафтовою кризою 1973 року, що була наслідком ембарго через підтримку Нідерландами Ізраїлю у четвертій Арабо-ізраїльській війні. Між 1973 і 1977 роками економічна ситуація в країні була поганою. Уряд збільшив бюджетний дефіцит у десять разів, інфляція наблизилася до 10 відсотків, рівень безробіття зріс удвічі, торговий баланс змінився з позитивного на негативний.
Ден Ойл очолює опозицію з 1977 по 1981 рік. У 1981 році він знову повертається до уряду після того, як Партія праці сформувала коаліцію з партіями Християнсько-демократичний заклик і Демократи 66. Кабінет був у постійних внутрішніх конфліктах та пішов у відставку після восьми місяців. Після виборів 1982 року ден Ойл повернувся в парламент і очолював Партію праці в опозиції до 1986 року.
Після виборів 1986 року, який він виграв, ден Ойл пішов з політики. Його наступником як лідер Партії праці став Вім Кок. Він помер напередодні Різдва 1987 року, у віці 68 років, від пухлини головного мозку.